# Acylophorus janaki
Acylophorus janaki  (лат.) — вид жуков-стафилинид из подсемейства Staphylininae. 

## Распространение
ЮАР, KwaZulu-Natal Pietermaritzburg, Queen Elizabeth Park.

## Описание
Мелкие жуки с вытянутым телом, длина от 6,5 до 7,5 мм. Основная окраска чёрная и коричневая. Голова крупная, округлая. Пронотум в 1,6 раза шире головы; в 1,1 раз шире своей длины, блестящий. Надкрылья поперечные, в 1,2 раз шире своей длины. Вид был впервые описан в 2012 году и назван в честь энтомолога Jiří Janák, собравшего типовой материал.